# Mariangiola Criscuolo
Mariangiola Criscuolo (c. 1548-1630) fue una pintora renacentista italiana, principalmente activa en Nápoles, su ciudad natal. Es conocida por sus retratos, pinturas históricas y altares. Formó parte de la fundación de una de las primeras escuelas de arte organizadas por mujeres del siglo XVI.
Rodeada de pintores, era hija Giovanni Filippo Criscuolo (d. 1624 ), y sobrina de Giovanni Angelo (Gian Angelo). Además, se casó con el también pintor Giovanni Antonio d’Amato el Joven.

## Juventud
Mariangela Criscuolo nació sobre 1548 en Nápoles, Italia. Desde muy joven se rodeó de arte, ya que varios miembros de su familia eran artista ya asentado en la ciudad. Su tío, Giovanni Angelo Criscuolo (c. 1500- después de 1577), fue un notario que después cambió de profesión y se hizo pintor. Su padre, Giovanni Filippo Criscuolo (c. 1529-1561), era también pintor, y su estilo recuerda al de los seguidores de Rafael. Las semejanzas entre el estilo de las obras de Mariangela y el de su padre hacen de él una posible fuente de inspiración para el desarrollo de su carrera como pintora. Esas similitudes quedan mucho más reflejadas en la Anunciación de San Paolo Maggiore en Nápoles (de Giovanni Filippo), y la representación del mismo tema para la parroquia de Bucciano en Benevento, obra de Mariangela.

## Carrera
Mariangela trabajó duro para convertirse en una reconocida retratista antes de casarse con el pintor Giovanni Antonio d’Amato (1535-1598). Después se pasó a la pintura histórica, representando numerosas escenas religiosas, como la Muerte de la Virgen y un altra de la Virgen con el Niño y Santos. Otra obra muy conocida de Mariangela es el Descendimiento de la Cruz, hallado en la iglesia de San Servino en Nápoles. Mientras estaba casada, Mariangela posiblemente fundó la primera escuela de arte organizada por mujeres en Nápoles que se haya documentado, aunque los alumnos eran tantos mujeres como hombres. Aunque pocos de sus alumnos hombres alcanzaron gran éxito, ya que se percibía que era menos impresionante aprender de una mujer. Una de sus posibles alumnas fue Luisa Capomazza, que tomó los votos como monja y pintó para varias iglesias de Nápoles.

## Muerte
La fecha de la muerte de Mariangela es desconocida, pero se cree que murió después de 1598, año en que murió su marido.

## Biografía enVite de’ Pittori, Scultori ed Architetti Napoletani
Mucho de lo que se conoce de Mariangela Criscuolo se basa en la biografía escrita por Bernardo de Dominici (1683-1759) en su libro Vite de’ Pittori, Scultori ed Architetti Napoletani, publicado en tres volúmenes entre 1742 y 1745. En la biografía de Mariangela, de Dominici hace referencia a una compilación (nunca publicada) de biografías de artistas napolitanos, obra de Massino Stanzione. De Dominici reconoció los logros de Mariangela como artista y fundadora de una escuela de arte que aceptaba tanto a hombres como a mujeres. También afirmó que las mujeres que fueron enviadas a su escuela era más para aprender a ser buenas esposas y cristianas que buenas artistas.